# 绅士联盟角色表
该列表包括英国喜剧剧团绅士联盟相关作品中出现的角色。所有的角色由剧团成员杰瑞米·德桑、马克·加蒂斯、史蒂夫·佩姆伯顿和里斯·谢尔史密斯创造，并由后三者扮演。
|                 | 本地小店 | 登顿一家 | 求职中心 | 塑料公司 | 肉铺   | 赫尔夫妇 | 慈善商店 | 焦糖布丁乐队 | Foot夫妇 | 讨债三人组 | 蹬腿叉腰剧团 | 其他       | 其他         | 其他   | 其他       |
| --------------- | -------- | -------- | -------- | -------- | ------ | -------- | -------- | ------------ | -------- | ---------- | ------------ | ---------- | ------------ | ------ | ---------- |
| 里斯·谢尔史密斯 | 爱德华   | 本杰明   | 罗斯     | 杰夫     | 塞缪尔 | 斯黛拉   | 薇妮     | 帕特         | 彼得     | 李斯葛     | 奥利         | 蓓尼丝牧师 | Papa Lazarou | 朱迪   | 帕梅拉     |
| 史蒂夫·佩姆伯顿 | 塔布丝   | 哈维     | 宝琳     | 迈克     | 莫里斯 | 查理     | 蕾妮     | 鲍勃         | 欧内斯特 | 巴利       | 大卫         | 利浦先生   | 芭芭拉       | 波普   | 导演亨特   |
| 马克·加蒂斯     | 戴维     | 瓦尔     | 米奇     | 布莱恩   | 希拉里 | 托尼     | 顾客     | 莱斯·麦昆    | 希拉     | 格伦       | 费尔         | 兽医钱奈利 | Mama Lazarou | 艾瑞丝 | 玩笑店兰斯 |

## 本地小店
爱德华和塔布丝是一对夫妻（明显也是一对兄妹），在屯里经营着一家祖传的小商铺（Local shop）。俩人有十分明显的猪鼻子特征，尽管近乎没有跟其他剧中角色发生过交流，俩人却是绅士联盟中最受欢迎的角色。
爱德华声称自己曾在战争中服过役。剧中每次出场几乎都会套用经典台词：“谁，谁？发生了啥？谁在那儿大喊大叫？我们这儿可容不下麻烦。”（无论到底有没有人在大喊他都会用这段套话）他还会经常问别人：“你是本地人吗？”然后打发走（或者用其他的方式让其消失）那些不是本地人的上门顾客。他在剧中最出名的一句口头禅是：“这是给本地人开的本地小铺，啥都不会卖给你。”
塔布丝尽管对来店里光顾的顾客总抱着害怕和怀疑的态度，但内心十分向往有朝一日能去大点的城镇看看（比如威尔士的斯旺西或者伦敦）。她在询问对方是否是本地人时并不像爱德华那样充满敌意，而是夹杂着一丝期待又小心翼翼的腔调。她总是提防着顾客，怕他们偷走她“珍贵的东西”— 摆在柜台上的雪景球。塔布丝看起来比较天真幼稚，即使犯下可怕的罪行也是被爱德华步步引导出来的。
爱德华和塔布丝有一个叫戴维的儿子，成年后离家进城上了大学，毕业后成为了一个看起来很正常的城市规划师。他负责建设的新路会把Royston Vasey闭塞的局面打破，让老两口十分担惊受怕。于是两口子绑架了戴维并把他锁在了小店的阁楼里，且设法帮他释放了野兽般的天性（物理形态也从人类变成了野兽的样子）。老两口还十分操心戴维的成家问题，于是四处打算绑架一个新娘回来，但计划总是失败，最后把屯里变性失败性别不明的出租车司机绑了回来。
这俩口子是不折不扣的连环杀手，绑架失败导致误杀的潜在新娘至少三个；为了阻止新路修到自家门口还灭口了相关项目承建人员。

## 芭芭拉
芭芭拉是屯里一位跨性别女出租车司机，她的嗓音浑厚且有一巴掌宽的护心毛。剧中几乎没有露脸的镜头，但却展现了她女性化的装束和车内陈列。第一季中她在阴差阳错的接受了兽医主刀的变性手术，结果导致从此以后没人能辨别她的性别。被绑架成为戴维的妻子后，芭芭拉在第三季以孕妇的形象示人，并在季中产下一对双胞胎，很明显的有猪鼻子特征。

## 登顿一家
哈维·登顿和他的妻子瓦尔住在一栋装修风格奇特的老式房子里，有一对穿着打扮十分像电影闪灵双胞胎的女儿。哈维的毕生梦想是拥有一个可以自动开合马桶盖的马桶；瓦尔的梦想是能有一个儿子。哈维深深的痴迷于蟾蜍，并且会对把蟾蜍当成青蛙的人产生十足的怒气。
他们的侄子本杰明·登顿在该系列的最开始出场，打算去屯里拜访这对夫妇小住几天然后跟朋友会和出去玩，然而这个计划却始终没能实现。他剧中唯一一个常驻且不是本地人的角色。为了表示这个角色是个再普通不过的正常人，演员在扮演这个角色时不会化妆。本杰明是该剧中串联了几个主要故事线的重要角色。

## 希拉里·布瑞斯
布瑞斯是一个屠夫，经营着一家本地肉铺。他经常偷偷卖给顾客一种加了“特殊配料”的肉，极其容易让人上瘾。然而这种加料的肉后期被他人分装二次倒手转卖，导致整个屯里吃过的人都狂流鼻血不止，不少人因此丧命。

## 兽医钱奈利
马修·钱奈利，一个总是看起来无忧无虑阳光灿烂的男子，是当地的兽医。所有经他手医治的动物都会以最令人想不到的方式残忍的死于非命。圣诞特辑中一个有关钱奈利背景的故事揭晓了他悲惨的家族命运，原本钱奈利的祖父是个极具天赋的兽医，前途一片光明，但后被阴险小人诱骗中了治啥动物啥动物死的诅咒，这个诅咒当然也顺利传到了他孙子这一辈。

## 求职中心
宝琳·坎贝尔-琼斯是求职中心的失业培训员，她的工作主要是给登记领失业救济金的人们进行如何回归社会找工作的培训。她对前来参加培训的人总是一副居高临下的样子，且毫不粉饰自己对学员的恶劣态度，这样的前因导致她在被炒以后面临着终极的打脸——以学员的身份重回课堂。宝琳对笔有着不同寻常的迷恋（任何场合下只要有人需要用笔她都能及时的递过来一支）。外貌形象上跟《加冕街》中的Deirdre Barlow十分相似（由罗斯在剧中指出）。她每次走进课堂都会用同一句开场白：“蹦跶吧，秋天的蚂蚱们！”（hokey-cokey, pig in a pokey!）顶替了宝琳职位的凯茜·卡特-史密斯曾评价她是：”50岁的女同神经质大妈。“宝琳的回复是：”你瞎！我才48。“
米奇·M·迈克尔是参加培训的学员之一，是个心地善良的小傻子，人生梦想是成为一个消防员。随着故事线的发展米奇跟宝琳的关系愈发亲近，宝琳还给了米奇一个爱称”米奇亲“。
罗斯·盖恩斯也是班上的学员，但是看起来比宝琳聪明很多，经常不分场合的让她下不来台。宝琳对此的回应大多是直接诉诸暴力，比如用文件板扇他，杂志卷打脸。罗斯很喜欢发号施令，且并没有什么亲密的朋友和家人，宝琳无意偷看他的通讯录时发现，里面只有两个条目：工作，家母。在第一季结束时，罗斯揭晓了他其实是机构卧底的身份，参加课程的目的是审核宝琳是否工作称职。
凯茜·卡特-史密斯在第二季中接管了宝琳的职位，人品较宝琳而言，有过之而无不及。

## 塑料公司
杰夫·提普斯, 迈克·哈里斯 和 布莱恩·摩根是在一家塑料注塑公司（在一开始的广播剧系列里，这是家核能工厂）工作的同事。迈克是三人组中最正常的一个，布莱恩看起来有点傻但是还算是个称职的朋友。杰夫是其中脾气最不好且惹人嫌的的一个，总是不分场合的给大家讲笑话，却抓不住抖包袱的最佳时机。三人在一起的剧情总以杰夫恼羞成怒地掏出一把手枪吓唬大家收场。第二季，三人在去参加一个培训会议的途中迷路，大家听从杰夫的建议渡河打算抄近路，反而进一步迷失在森林中，上演了一出野外求生的戏码。杰夫在黑暗中误伤迈克，并且以为对方已经断气，于是挖了个浅坑埋了他，并教唆布莱恩要统一口径说：“是狼干的。”
三人究竟为何还维系着看起来并不靠谱的友谊，谜题在迈克的婚礼上揭晓：迈克曾经睡了杰夫的前妻，然后她现在又嫁给了布莱恩。
第三季中杰夫被裁员于是毅然绝然前去伦敦发展自己的单口相声事业，却意外卷入一场恐怖袭击，之后不得不偷了辆小货车开回Royston Vasey，然而途中发生车祸面容被毁，不幸中的万幸是可以顶着一张缠满纱布的脸躲过警方的搜寻。

## 莱斯·麦昆
莱麦·麦昆是1970年代华丽摇滚乐队焦糖布丁的前任节奏吉他手，他在家里的橱里藏了不少当时专辑的翻录磁带，目前在医院洗衣间工作。他逢人就会“不经意的”提起自己当年的事迹，滔滔不绝的讲起乐队的鸡毛蒜皮小事儿，说到感慨时还会为了掩饰自己的失落而说：“音乐圈子太烂了，我挺庆幸现在已经不干这行了。”
虽然麦昆的人设已经很凄惨，编剧也没给他施展过一点同情。第二季里他仅有的一点积蓄（裁员补偿，他本来打算用这笔钱去海外开个酒吧）也被焦糖布丁乐队的主场给骗得一干二净。
不过，在2017年代的二十周年特辑中，麦昆在DJ瘦子蒂姆加打磨地板的期间，蒂姆提出了要帮他重新回归音乐界。蒂姆意外发现麦昆在Herzlovakia这个地方（虚拟国家）特别受欢迎。但是麦昆却以现在打磨地板的生意经营的挺好，可以养家糊口而拒绝了蒂姆的提议。然而，最后一幕中麦昆一身华丽摇滚的装扮出现在火车站，打算买票去Herzlovakia（给大家留了个麦昆可以有个幸福结局的念想）。

## 蓓尼丝牧师
蓓尼斯是当地的牧师，但是她并不相信上帝也不宣讲圣经里的教条，经常在教区居民找她忏悔完了以后破口大骂对方是个傻子，并且偷偷乐在其中。
圣诞特辑中她的角色串联起了三个独立的故事，并且揭晓了她如此愤世嫉俗的原因：她小时候亲眼看着自己的亲妈被一个打扮成圣诞老人的不名男子绑架走。片尾这个神秘的男子出现在教堂门口，揭晓了自己的身份——Papa Lazarou。随即Papa Lazarou把蓓尼斯也绑架走扩充自己的新娘库存去了。
蓓尼斯在2017年周年特辑中回归并担任了镇长一职。然而她能重见天日是因为她跟Papa Lazarou做了一笔交易：允许他用水力压裂法在Royston Vasey地下挖洞以储存他拐来的老婆，名义上和实际上的“老婆矿”。

## 赫尔夫妇
查理和斯黛拉是一对时常拌嘴的夫妇。俩人总是无休无止的吵架，尤其在有毫无相关的第三者（意大利餐馆侍者路易吉、俩人女儿的男友托尼还有一个邻居家的婴儿）在场时吵得最凶。朱莉是他们俩的女儿，但是自始至终没有露脸过，在绅士联盟第二场舞台演出时真相揭露，朱莉十年以前意外逝世，原因是斯黛拉在原本应该照看朱莉洗澡的时候跑去看彩票的结果，结果朱莉在浴缸溺水身亡。
查理和斯黛拉的吵架怒气达到顶点时，如果第三方岔开话题调解，俩人会停止吵架；如果第三方没有插话只是静静的走开，俩人也会停止吵架假装一切都没发生恢复日常对话。斯黛拉有赌博的习惯，并且有一个情人托尼，查理后来也喜欢上了托尼，但是在第三季结尾查理向托尼表白失败以后被Papa Lazarou带走。
2017年周年特辑里，查理有了新的伴侣戈登，而斯黛拉也跟一个年轻的小伙斯考特在一起。四人又在路易吉的餐馆会面，言语之间透露出查理还在关心斯黛拉，而且俩人都对目前的恋爱关系不满。

## 慈善商店
薇妮和蕾妮是两个对塑料袋和带着“特殊记号”的玩具特别痴迷的老太太。蕾妮略耳聋，所以经常听错别人的话。
第三季蕾妮不小心让一个红色塑料袋从店里飞出去了，薇妮在回家的路上看到了这个塑料袋并坐着电动轮椅追了上去，结果意外翻下马路被铁栅栏捅死。这个红色塑料袋继续飘走了，并且最终引起一场车祸，串联起了第三季的故事线。